# ГЕС Norränge
ГЕС Norränge — гідроелектростанція у центральній частині Швеції, яка входить до складу каскаду на річці Юснан, що впадає в Ботнічну затоку Балтійського моря біля міста Юсне. У каскаді знаходиться між ГЕС Laforsen (вище по течії) та ГЕС Lottefors (можливо відзначити, що на ділянці від Laforsen до Norränge працює ще ГЕС Edeforsen, проте її потужність лише 0,6 МВт).
В межах проекту річку перекрили греблею висотою 16 метрів, яка утримує водосховище з проектним коливанням рівня поверхні в діапазоні 0,4 метра, чому відповідає корисний об'єм у 17 млн м3.
Розташований впритул до правобережної частини греблі водозабір подає ресурс до машинного залу. Останній, обладнаний турбінами типу Каплан потужністю 50 МВт, при напорі у 21,5 метра забезпечує виробництво 235 млн кВт-год електроенергії на рік.
Відпрацьована вода повертається в Юснан через відвідний тунель довжиною 1,7 км з перетином 180 м2, який на своєму шляху проходить під руслом річки та далі прямує під лівобережним масивом.